# التقسيمات الإدارية لأرمينيا
 التقسيمات الإدارية لأرمينيا تنقسم أرمينيا إلى أحد عشر شعبة إدارية.
منها عشر مقاطعات، تعرف باسم (marzer (մարզեր) marz (մարզ|marzer (մարզեր) أو في شكل مفرد marz (մարզ) بالأرمنية.
أرمينيا تنقسم إلى أحد عشر قسم إداري.

## الكيانات الإدارية من المستوى الأول
فيما يلي قائمة بالمناطق ذات التعداد السكاني والمساحة والكثافة.
- الأرقام مأخوذة من الدائرة الإحصائية الوطنية لجمهورية أرمينيا.
- لاحظ أن منطقة مقاطعة (Gegharkunik) تشمل بحيرة سيفان التي تغطي 1,278 كيلو متر مربع (493 ميل مربع) من أراضيها.

لفرز المعلومات، استخدم أجهزة الأسهم في عناوين الجدول.
| Province            | Population (2011 census) | %     | Population (2016 estimate) | Area (km2) | Density                 | Urban communities | Rural communities | Capital           |
| ------------------- | ------------------------ | ----- | -------------------------- | ---------- | ----------------------- | ----------------- | ----------------- | ----------------- |
| آراغاتسوتن (محافظة) | 132,925                  | 4.4%  | 129,800                    | 2,756      | 48/كم2 (120/ميل2)       | 3                 | 69                | آشتاراك           |
| أرارات (محافظة)     | 260,367                  | 8.6%  | 258,900                    | 2,090      | 125/كم2 (320/ميل2)      | 4                 | 91                | أرتاشات (أرارات)  |
| محافظة آرماوير      | 265,770                  | 8.8%  | 266,600                    | 1,242      | 214/كم2 (550/ميل2)      | 3                 | 94                | أرمافير (أرمينيا) |
| محافظة غغاركونيك    | 235,075                  | 7.8%  | 231,800                    | 5,349      | 44/كم2 (110/ميل2)       | 5                 | 52                | غاوار             |
| محافظة كوتايك       | 254,397                  | 8.4%  | 253,900                    | 2,086      | 122/كم2 (320/ميل2)      | 7                 | 35                | هرازدان           |
| محافظة لوري         | 235,537                  | 7.8%  | 225,000                    | 3,799      | 62/كم2 (160/ميل2)       | 7                 | 50                | وانادزور          |
| محافظة شيراك        | 251,941                  | 8.3%  | 243,200                    | 2,680      | 94/كم2 (240/ميل2)       | 3                 | 39                | غيومري            |
| محافظة سيونيك       | 141,771                  | 4.7%  | 139,400                    | 4,506      | 32/كم2 (83/ميل2)        | 5                 | 3                 | كابان             |
| محافظة تاووش        | 128,609                  | 4.3%  | 125,500                    | 2,704      | 48/كم2 (120/ميل2)       | 5                 | 19                | ايجوان            |
| محافظة وايوتس‌جور    | 52,324                   | 1.7%  | 50,800                     | 2,308      | 23/كم2 (60/ميل2)        | 3                 | 5                 | يغغنادزور         |
| يريفان              | 1,060,138                | 35.1% | 1,073,700                  | 223        | 4,754/كم2 (12,310/ميل2) | 1                 | n/a               | n/a               |

## المجتمعات البلدية
داخل كل مقاطعة توجد مجتمعات بلدية ('hamaynkner' '، المفرد' 'hamaynk' ')
كل مجتمع مستقل بذاته ويتكون من مستوطنة واحدة أو أكثر ( bnakavayrer  ، المفرد  bnakavayr ).
```
تصنف المستوطنات على أنها إما مدن («كاغهاكنر»، أو «كاغاك») أو قرى («جوغر»، أو «جيوغ»).
```

```
اعتبارًا من يناير 2018، تنقسم أرمينيا إلى 503 مجتمعات، منها 46 منطقة حضرية و 457 منطقة ريفية. تمتلك العاصمة، يريفان، أيضًا مكانة المجتمع.
```

بالإضافة إلى ذلك، تنقسم يريفان إلى اثني عشر مقاطعة شبه مستقلة.

## المصطلحات
| مفرد الأرمنية                       | جمع الأرمنية                              | الإنجليزية                                             | تعليق                               |
| ----------------------------------- | ----------------------------------------- | ------------------------------------------------------ | ----------------------------------- |
| marz (մարզ)                         | marzer (մարզեր)                           | province                                               | First-level                         |
| hamaynk (համայնք)                   | hamaynkner (համայնքներ)                   | community, either urban (city/town) or rural (village) | Second-level                        |
| bnakavayr (բնակավայր)               | bnakavayrer (բնակավայրեր)                 | settlement (village)                                   | Third-level                         |
| t'aghayin hamaynk (թաղային համայնք) | t'aghayin hamaynkner (թաղային համայնքներ) | neighborhood community or district                     | only in Yerevan, see مقاطعات يريفان |

## روابط أخرى
- National Statistical Service of the Republic of Armenia
- Armenia Provinces on Statoids.com